# Ensemble (chanson de Jean-Jacques Goldman)
Pour les articles homonymes, voir Ensemble (homonymie).
Pistes de Chansons pour les pieds
Et l'on n'y peut rien
Ensemble est une chanson écrite, composée et interprétée par Jean-Jacques Goldman pour son album Chansons pour les pieds sorti en 2001. C'est la première chanson de l'album. Elle a été inspirée et écrite pendant le festival des Fous Chantants d'Alès, en 2000.

## Historique
Ensemble est un canon écrit et composé par Jean-Jacques Goldman et interprété avec Michael Jones, Gildas Arzel, Maxime Le Forestier, Gérald de Palmas et 1 000 choristes de toute l'Europe lors de la fête des Fous Chantants d'Alès, en 2000. Jean-Jacques Goldman confie l'arrangement à Erick Benzi et la direction artistique de chœurs à Michel Schwingrouber, qui confia la direction du morceau à Jacky Locks. Le clip de cette chanson montre cette participation des choristes alésiens, les Fous Chantants d'Alès et l'émotion partagée avec Jean-Jacques Goldman parrain de c(h)oeur de cet événement.
Comme les autres chansons de l'album, Ensemble  a nécessité des déplacements et un équipement assez complexe.
Durant sa tournée Un tour ensemble, le canon est réduit à trois chanteurs et les choristes sont finalement le public.
La chanson a été choisie par Lionel Jospin durant les meetings de sa campagne électorale pour l'élection présidentielle de 2002.
N'étant pas classé dans les ventes de singles à l'époque de sa sortie, Ensemble fera toutefois brièvement son apparition dans le classement en 2015, où il sera classé à la 149e place.